# Leucorrhinia dubia
El "darter" cara-blanca (Leucorrhinia dubia) es una pequeña libélula perteneciente al género Leucorrhinia de la familia Libellulidae. Su período de vuelo dura de mayo a agosto. Se encuentra en turberas desde el norte de Europa hacia el este hasta Siberia. En el sur de Europa hay poblaciones en algunas zonas montañosas como los Alpes y los Pirineos. En Gran Bretaña es raro y local, con la población más grande de las tierras altas escocesas.

## Descripción
Su abdomen tiene una longitud de 21-27 mm y el ala trasera tiene una longitud de 23-28 mm. Los machos maduros tienen un cuerpo negro con marcas rojas y anaranjadas en el abdomen y el tórax que se oscurecen con la edad. Los machos y hembras jóvenes tienen marcas de color amarillo pálido. Todos tienen un conspicuo frons blanco en la parte delantera de la cabeza. Las alas tienen un parche marrón en la base.

## Reproducción

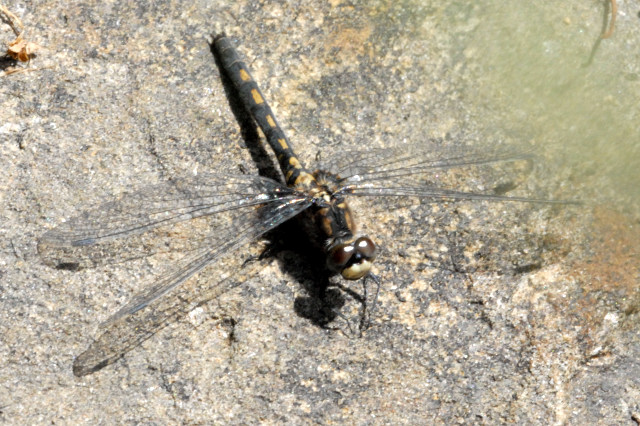
Hembra

Se reproduce en piscinas ácidas con un crecimiento extensivo de musgo esfagno. El macho tiene un pequeño territorio cerca del agua. La copulación con la hembra a menudo comienza sobre el agua antes de que se asienten en el suelo o en la vegetación baja durante unos 30 minutos. La hembra deja caer los huevos entre musgo sumergido o tallos de algodoncillo. Las larvas viven entre el Sphagnum; se alimentan principalmente por la noche, pero también son activas durante el día. Tardan de uno a tres años en llegar a la adultez, siendo dos de ellos los más comunes. Surgen entre mayo y principios de julio en Gran Bretaña; el momento exacto depende de la latitud y del clima. Salen del agua por el tallo de una planta antes de salir volando del agua. Los machos maduran a los 4-12 días después de la emergencia y las hembras a los pocos días.

## Conservación
Es vulnerable a la alteración y destrucción de su hábitat. En el Reino Unido, el 95% de las turberas de tierras bajas han sido destruidas, limitando el hábitat disponible para el darter cara-blanca. Está protegida por la Ley de Fauna Silvestre y Campo de 1981 y está cubierta por Planes de Acción de Biodiversidad en algunos condados. Cumbria se ha fijado el objetivo de reintroducir la especie en sitios previamente ocupados, y en 2010 fue reintroducida en Witherslack Mosses.